# Alkadiine

Strukturformel des 1,5-Hexadiins

Die Alkadiine, namentlich abgeleitet aus Alkan und Diin, bilden eine Stoffgruppe, die aus geradlinigen oder verzweigten Kohlenwasserstoffen bestehen, die an unterschiedlichen Stellen genau zwei Kohlenstoff-Kohlenstoff-Dreifachbindungen enthalten. Sie enthalten keine anderen Heteroatome oder sonstige Mehrfachbindungen. Sie sind eine Untergruppe der Diine.